# Janina Wencel

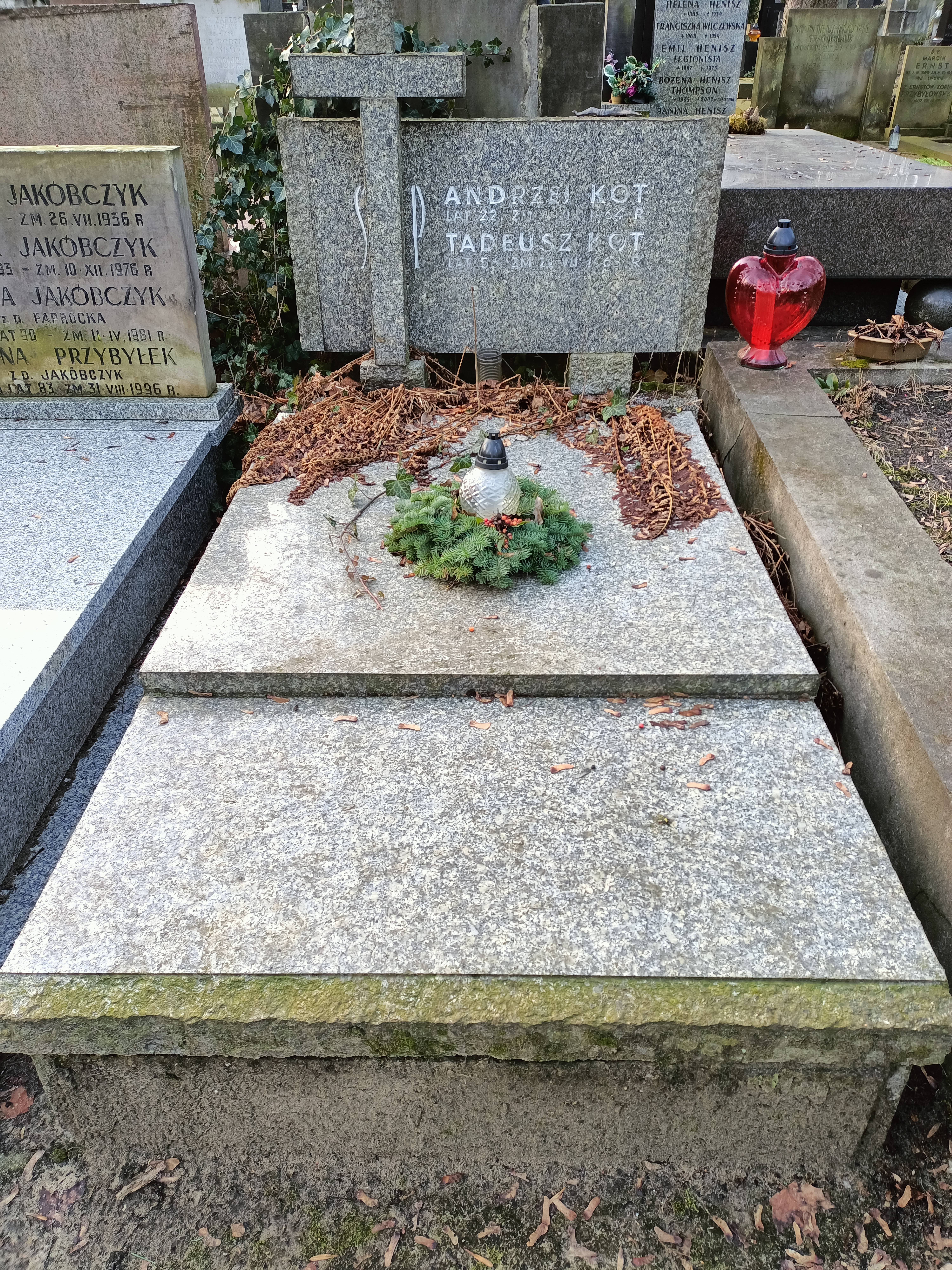
Grób Janiny Kot na Cmentarzu Powązkowskim

Janina Wencel po mężu Kot (ur. 2 listopada 1912 w Warszawie, zm. 9 września 1999 w Warszawie) – polska lekkoatletka, trzykrotna mistrzyni Polski.
Ukończyła szkołę handlową w Warszawie. pracowała jako księgowa.

## Kariera sportowa
Odnosiła największe sukcesy w skoku w dal i skoku wzwyż. Zdobyła mistrzostwo Polski w skoku w dal w 1934, 1936 i 1937, wicemistrzostwo w skoku wzwyż i w dal w 1939 oraz brązowe medale w pięcioboju w 1934, skoku w dal w 1935 i skoku wzwyż w 1936. Była również mistrzynią Polski w hali w skoku wzwyż w 1939 i wicemistrzynią w skoku w dal w 1938 i 1939.
Startowała na Olimpiadzie Robotniczej w 1929 w Wiedniu w skoku w dal, biegu na 100 metrów i sztafecie szwedzkiej. W latach 1934 i 1939 wystąpiła w trzech meczach reprezentacji Polski w skoku w dal, bez zwycięstw indywidualnych.
Rekordy życiowe:
| Konkurencja                    | Data i miejsce             | Wynik |
| ------------------------------ | -------------------------- | ----- |
| bieg na 60 metrów              | 29 września 1935, Warszawa | 8,2   |
| bieg na 100 metrów             | 9 lipca 1937               | 13,3  |
| bieg na 200 metrów             | 9 lipca 1937               | 28,9  |
| bieg na 80 metrów przez płotki | 18 czerwca 1939, Warszawa  | 15,2  |
| skok wzwyż                     | 26 maja 1938, Bydgoszcz    | 1,41  |
| skok w dal                     | 24 maja 1936, Warszawa     | 5,26  |

Była zawodniczką klubów: Skra Warszawa (1926-1938) i Polonia Warszawa (1938-1939).
Była również czołową koszykarką, siatkarką i hazenistką. Reprezentowała Polskę w hazenie na Światowych Igrzyskach Kobiecych w 1930 w Pradze.
Została pochowana na cmentarzu Powązkowskim w Warszawie (kwatera 198-3-24)